# Thomas Fremantle (1er baron Cottesloe)
Thomas Francis Fremantle, 1er baron Cottesloe, (11 mars 1798 - 3 décembre 1890), est un homme politique conservateur britannique.

## Jeunesse
Il est le fils aîné de l'amiral Thomas Fremantle et de Betsey, fille de Richard Wynne. Il est le frère aîné de l'amiral Charles Fremantle, qui a donné son nom à la ville de Fremantle en Australie occidentale, et de William Robert Fremantle (v.1808-1895), doyen de Ripon. Il fait ses études au Oriel College d'Oxford. Le siège familial est Swanbourne, Buckinghamshire. Le 14 août 1821, il est créé baronnet, de Swanbourne, dans le Buckinghamshire, en reconnaissance des services de son père au pays et, avec le reste, aux héritiers de son père.

## Carrière politique
Il est élu au Parlement pour Buckingham en 1826 (succédant à son oncle, William Henry Fremantle), un siège qu'il occupe jusqu'en 1846. Il sert sous Robert Peel comme secrétaire financier au Trésor entre 1834 et 1835, comme Secrétaire parlementaire du Trésor entre 1841 et 1844, comme secrétaire à la guerre entre 1844 et 1845 et comme secrétaire en chef pour l'Irlande entre 1845 et 1846. Il est admis au conseil privé anglais en 1844 et au Conseil privé d'Irlande en 1845. Il quitte la Chambre des communes en 1846 et est ensuite vice-président du Bureau des douanes entre 1846 et 1847 et président entre 1847 et 1874. Il est également juge de paix. Le 2 mars 1874, il est élevé à la pairie en tant que baron Cottesloe, de Swanbourne et Hardwick dans le comté de Buckingham.

## Famille
Il s'est fiancé à Louisa Elizabeth Nugent, le 30 juin 1824, mais le père de la jeune fille, George Nugent (1er baronnet) refuse, à moins que ses parents ne contribuent davantage. Cependant, ils se marient le 24 novembre 1824.
Ils ont cinq fils et six filles. Leur quatrième fils, Edmund Fremantle (1836–1929), est amiral de la Royal Navy. Lady Cottesloe est décédée en août 1875. Lord Cottesloe lui survit pendant quinze ans et est décédé en décembre 1890, à l'âge de 92 ans. Son fils aîné, Thomas Fremantle (2e baron Cottesloe) lui succède.